# 부산 보광사 목조아미타여래삼존좌상
보광사 목조아미타여래삼존좌상(普光寺 木造阿彌陀如來三尊坐像)은 부산광역시 동구, 보광사에 있는 불상이다. 2020년 1월 29일 부산광역시의 유형문화재 제211호로 지정되었다.

## 지정 사유
보광사 목조아미타여래삼존좌상은 본존인 아미타여래좌상 1구와 양측의 보살살 2구로 구성되어 있다. 본존인 아미타여래좌상은 좌우협시보다 크게 조성해 격을 달리하는 조선후기 불상의 보편적인 특징을 따르고 있다. 신체에 비해 머리가 큰 편이지만 어깨와 다리의 비례가 적당해 안정감이 있다. 허리가 짧은 상반신을 앞으로 약간 숙여 결가부좌한 자세를 취하고 양손은 다리 위에서 살짝 들어 엄지와 중지를 맞댄 아미타인을 한 손 모습이다. 양 볼에 양감이 있는 네모진 얼굴은 눈이 가늘고 길며 눈꼬리는 살짝 올라가 있으며, 매부리형으로 삼각형을 이루는 큼직한 코, 미소가 있는 얇은 입술을 표현기법으로 차분하면서도 인자해 보이는 인상이다. 또한 목에는 등간격의 삼도선이 가운데만 표현되어 있는 것도 주목할 만한 특징이다. 양측의 보살상은 본존상의 얼굴, 신체비례, 착의법과 옷주름 등의 특징과 대동소이하다. 좌우협시인 관음과 대세지보살상의 손 모습은 서로 대칭을 이루고 있는데 우측 대세지보살상은 오른손은 가슴 앞으로 들고 왼손은 다리 위에 두어 엄지와 중지를 맞댄 아미타인을 하고 있으며, 관음보살상은 손의 위치가 반대이다. 모두 손에는 S자형의 연꽃가지를 들고 있는데 연꽃 속에 정병을 놓아 다른 조각승에서는 볼 수 없는 조형감이 엿보인다. 머리에 쓴 원통형 보관은 겹보관 형식을 따르고 있으며, 상단은 흑칠을 하고 그 위에 붉은 색의 연꽃 등을 그려 넣었으며, 아랫단은 화염, 화문, 구름의 금속 장식판을 붙였다. 또한 보관 가운데에는 정병과 화불의 장식판을 각각 붙여 대세지와 관음보살의 도상으로 제작된 것임을 알 수 있다.
보광사 목조아미타여래삼존좌상은 짧은 허리에 좌우 폭이 넓은 상반신, 가늘고 긴 눈에 매부형의 코, 왼쪽 다리 위에 넓적한 연잎모양의 옷자락 등이 특징이다. 이런 요소들은 17세기 후반에서 18세기 전반에 활동한 색난 혹은 색난계 조각승의 불상 특징으로 삼존상의 조성시기도 이 시기에 해당될 것으로 추정된다. 보광사 아미타여래삼존좌상은 색난 혹은 색난계 조각승이 조성한 불상으로 부산에서는 처음으로 확인된 사례이다. 색난은 경상도와 전라도 지역을 중심으로 활동하였으며 그 제자들 역시 경상도 지역을 중심으로 작품이 남아 있다. 따라서 조선후기 불상연구에 있어 중요한 연구 주제인 조각승의 계보, 유파의 활동지역, 양식적 특징 등을 파악하는 데 가치가 높은 작품이다.

## 참고 문헌
- 보광사 목조아미타여래삼존좌상 - 국가유산청 국가유산포털